# Mr.Mr
Mr.Mr (Hangul: 미스터 미스터; estilizado como MR.MR) foi uma boy band sul-coreana que teve seu debut em 4 de outubro de 2012, sob a gestão da empresa "TH E&M", com seu primeiro single digital "Who's That Girl". O nome do grupo indica um conceito chique e viril, e significa "homens entre homens". O disband do grupo foi anunciado em fevereiro de 2017.

## História

### 2012: "Who's That Girl"
No dia 4 de outubro, o grupo lançou o single digital e o Music Video (MV) da música "Who's That Girl", que teve sua produção feita pela dupla americana Brian Kierulf e Michael Joshua Schwartz (que já trabalharam com Lady Gaga e Britney Spears). Seu Debut Stage ocorreu no dia 5 de outubro, no programa Music Bank. Na época, o grupo era composto por Jin (o então líder), Ryu (ex-membro e maknae), DoYeon, ChangJae e Tey.

### 2013: Comeback com "Highway"
Em 20 de janeiro, foi revelado o teaser da nova canção na página oficial do grupo no YouTube. Novamente com uma composição de Kierulf e Joshua, no dia 24 de janeiro, MR.MR lançou o novo single "Highway" e teve seu comeback stage no programa M! Countdown, o que deu início as suas atividades promocionais neste ano. " 'Highway' tem uma batida pesada e melodia viciante" disse o integrante DoYeon no programa Today's Intuition "Se nossa última canção "Who's That Girl", teve sedução, dessa vez 'Highway' está cheio com o sentimento de 'Vou proteger a minha namorada' " completa. Durante a entrevista Jin também falou sobre como o conceito havia mudado comparado ao ano anterior: "Como DoYeon disse, um ponto diferente do último álbum é que o conceito mudou. Se alguém supõe que o último single foi leve e cativante, desta vez, nós viemos fortemente com a intenção de um conceito que corresponda a um sentimento escuro, pesado".

### "Waiting For You"
Em 25 de junho de 2013 o grupo atualizou o seu fã cafe oficial com uma foto teaser. Além de fotos dos membros, o teaser anunciou que MR.MR iria pré-lançar o título da canção em 5 de julho, seguido pelo lançamento do primeiro mini álbum no dia 8 do mesmo mês. Em 30 de junho o primeiro teaser para a música "Waiting For You" foi lançado no canal oficial da LOEN Entertainment. O vídeo da música foi lançado em 4 de julho de 2013.O seu primeiro mini-álbum foi lançado no dia 5. Desta vez, o conceito foi sobre a espera pela volta de um amor.

### Jiwon é anunciado como novo integrante da Mr. Mr.
Em 1 de outubro (dias antes do aniversário de um ano do grupo) foi anunciado um novo membro. Jiwon se apresentou aos fãs através de um vídeo de pouco mais de 30 segundos. Ele foi incorporado como o sexto membro, cuja especialidade seria rap. Também é fluente em inglês. Havia grandes expectativas sobre o novo ídolo, e muitos diziam que ele tinha uma ótima presença de palco e carisma. Porém foi dito que Jiwon sofreu uma lesão que o impediu de participar do próximo comeback do MR.MR.

### Hon entra para a Mr.Mr em MV Do You Feel Me
Devido ao ocorrido com Jiwon, ele precisou ser rapidamente substituído, então o grupo ganhou um novo sexto membro, Hon foi o escolhido através de audições. Antes de se tornar cantor, ele era modelo. Ele apareceu no primeiro teaser do novo single, publicado no dia 30 de outubro sendo assim, um anúncio que o grupo teria um novo membro e estaria fazendo seu retorno com um terceiro single digital no dia 8 de novembro de 2013. Em 6 de novembro, o segundo teaser do comeback foi liberado para seu terceiro single Do You Feel Me. A canção e vídeo da música foram lançados em 8 de Novembro de 2013, começando a promoção do single no dia seguinte no programa de música Music Bank.

### MiMi TV
No dia 7 de dezembro de 2013, o grupo lançou o primeiro episódio de seu novo reality show, chamado de MiMi TV.

### 2014: Hon deixa o MR.MR
O mais novo integrante do grupo masculino foi envolvido em um escândalo, uma controvérsia sobre uma mulher transexual, a qual postou em uma rede social, que havia sido maltratada por um ídolo masculino, e este debutara durante o período de novembro em uma banda já existente, afirmando que eles tiveram relações sexuais, e que tudo estaria gravado em vídeo. Assim, todos os olhos se viraram para Hon. A agência do MR.MR, Winning Insight, negou todos os rumores que circulavam a respeito de Hon ser o ídolo em questão. Tanto Hon, como a agência alegaram que ele era amigo dessa mulher transexual antes mesmo de ficar famoso. Algum tempo depois, ela pediu desculpas. Porém, Hon sentia que estava prejudicando o grupo devido a polêmica, então ele sentiu que deveria deixar o MR.MR. Ele saiu em 24 de fevereiro de 2014.

### MR.MR faz música provocando a SM Entertainment
No dia 28 de fevereiro de 2014 a girl group Girls' Generation, da agência SM Entertainment, lançou a faixa-título de seu quarto álbum coreano, intitulada "MR. MR." exatamente como o nome do boy group MR.MR, fazendo com o nome do grupo masculino praticamente sumisse dos resultados de sites de pesquisa. Isso deixou a Winning Insight e os integrantes revoltados, e então, também lançaram uma música de mesmo nome e a agência responsável pelos rapazes fez uma declaração sobre o ocorrido em sua página oficial de seu site, mostrando o seu ponto de vista a cerca do assunto. Porém, fãs do grupo feminino, acreditaram que a afronta era contra as garotas do Girls' Generation e se sentiram ofendidos, passando a falar mal do grupo masculino em redes sociais, fóruns, sites e etc, então o CEO da Winning Insight, Lee Sung Ho, fez outra postagem explicando que, na realidade, o alvo da canção era a agência SM Entertainment, e que eles não tinham nada contra esses ídolos femininos.

### Its You
A música foi lançada em 24 de abril de 2014 de forma silenciosa, sem chamar muita atenção, provavelmente devido ao naufrágio de balsa que ocorrera na Coreia do Sul, no dia 16 de abril, mostrando respeito ao luto da nação. No dia 6 de maio de 2014, o MV foi liberado no YouTube pelo canal oficial da LOEN Entertainment, e foi dedicado aos Misos (fãs da banda).

### Big Man
"Big Man'" é o quarto single do MR.MR. O teaser do MV foi divulgado no dia 12 de Maio de 2014. O comeback do grupo seria com a música "It's You", porém, com a tragédia ocorrida na Coreia do Sul, foi remarcado para o dia 16 de maio. o Music Video foi revelado no dia 15 de maio, novamente pelo canal da  LOEN Entertainment, e o Comeback Stage ocorreu no mesmo dia. O novo conceito tem o intuito de mostrar como até mesmo um grande homem se torna pequeno diante de um forte sentimento como o amor. A letra fala, basicamente, sobre a paixão e a vontade inabalável que um homem tem de proteger a sua amada mais que tudo.

### 2015: O debut solo de Tey
O vocal principal do grupo MR.MR teve seu debut solo no dia 29 de Janeiro de 2015, com o single "Dangerous". O Music Video oficial foi lançado no mesmo dia, no YouTube pelo canal 1theK. A letra da música fala de um homem que teve seu coração roubado por uma mulher, mas ela já tem um outro alguém. Tey pede para que ela volte para ele, e toma como missão a tarefa de reconquistar o coração da amada. A coreografia sexy, e a batida viciante fizeram MR.MR conquistar muitos fãs após a estreia solo de Tey. Do dia 7 de abril, o mesmo canal publicou a versão acústica da música, com um MV próprio para essa versão.

### Ryu deixa o grupo
Em 4 de março, a agência divulgou um comunicado sobre Ryu deixando o grupo e o fancafe sem indicar o motivo de sua licença. Poucos dias depois, o próprio Ryu viu a declaração e ficou profundamente chocado com isso. Ele usou sua conta no Twitter para responder a certas queixas, incluindo o seu tratamento injusto, físico e abuso verbal que ele tinha recebido, enquanto continuou sendo do grupo. Desde então, ambas as partes foram trocando respostas e Ryu apresentou oficialmente uma ação judicial contra o CEO da sua agência. Ryu é o terceiro membro a deixar o grupo a partir de 2015.

### SangHyun e JaeMin são anunciados como novos membros
Devido a saída de Ryu, era necessário adotar um novo membro, já que faltava apenas alguns meses para as promoções do próximo comeback. Sendo assim, a E-Ho Entertainment (antiga Winning Insight M) decidiu escolher dois de seus trainees para concorrerem a vaga: SangHyun e JaeMin. Os Misos deveriam votar em seu candidato favorito no fancafe oficial do MR.MR. Porém, antes do período de votações, a agência liberou vídeos dos possíveis novos membros ensaiando com os membros oficiais, e de entrevistas feitas por ChangJae e Jin ao JaeMin e ao SangHyun, respectivamente. Fotos teaser deles também foram divulgadas e o perfil de cada um.
No dia 5 ocorreu a votação, e os fãs não tinham ideia de quem seria o vencedor. O resultado foi inesperado: como a maioria votou para que os dois ficassem, SangHyun e JaeMin foram anunciados como novos membros oficiais.

## Ex-integrantes
| Ex-Integrantes | Ex-Integrantes | Ex-Integrantes     | Ex-Integrantes     | Ex-Integrantes                   | Ex-Integrantes      | Ex-Integrantes                                          |
| Nome artístico | Nome artístico | Nome de nascimento | Nome de nascimento | Data de nascimento               | Local de nascimento | Posição                                                 |
| Romanizado     | Hangul         | Romanizado         | Hangul             | Data de nascimento               | Local de nascimento | Posição                                                 |
| -------------- | -------------- | ------------------ | ------------------ | -------------------------------- | ------------------- | ------------------------------------------------------- |
| Jin            | 진             | Lee Hyun Jin       | 이현진             | 15 de março de 1988 (37 anos)    | Coreia do Sul       | Líder e Vocalista Líder.                                |
| Doyeon         | 도연           | Kwon Do Yeon       | 권도연             | 30 de maio de 1991 (33 anos)     | Coreia do Sul       | Rapper Líder e Vocalista Guia.                          |
| Jiwon          | 지원           | Han Ji Won         | 한지원             | 24 de julho de 1991 (33 anos)    | Coreia do Sul       | Rapper Guia e Vocalista de Apoio.                       |
| Changjae       | 창재           | Lee Chang Jae      | 이창재             | 29 de novembro de 1991 (33 anos) | Coreia do Sul       | Dançarino Principal, Rapper Principal e Vocalista Guia. |
| Hon            | 혼             | Yoo Seung Joon     | 유승준             | 1 de maio de 1992 (32 anos)      | Coreia do Sul       | Vocalista de Apoio.                                     |
| Tey            | 태이           | Han Ji Hyun        | 한지현             | 18 de junho de 1992 (32 anos)    | Coreia do Sul       | Dançarino Líder, Vocalista Principal e Face.            |
| Ryu            | 류             | Oh Ki Taek         | 오기택             | 11 de dezembro de 1994 (30 anos) | Coreia do Sul       | Vocalista Líder e Maknae.                               |
| Sanghyun       | 상현           | Oh Sang Hyun       | 오상현             | 27 de abril de 1995 (29 anos)    | Coreia do Sul       | Vocalista Líder.                                        |
| Jaemin         | 재민           | Shin Jae Min       | 신재민             | 29 de novembro de 1995 (29 anos) | Coreia do Sul       | Dançarino Guia, Vocalista de Apoio e Maknae.            |

- Visual: Membro mais bonito do grupo, definido pela empresa.
- Face: Membro mais popular do grupo.
- Maknae: Membro mais novo do grupo.

## Discografia

### Mini álbums
- Waiting For You (2013)
- Out (2015)

### Singles
- "Who's That Girl?"
- "Highway"
- "Do You Feel Me"
- "MR.MR"
- "It's You"
- "Big Man"